# Sveriges herrlandskamper i ishockey under 1980-talet
Sveriges herrlandskamper i ishockey under 1980-talet omfattade bland annat OS 1980 i Lake Placid, VM 1981 i Sverige, VM 1982 i Finland, VM 1983 i Västtyskland, OS 1984 i Sarajevo, VM 1985 i Tjeckoslovakien, VM 1986 i Sovjetunionen, VM 1987 i Österrike, OS 1988 i Calgary och VM 1989 i Sverige.
I OS 1980 i Lake Placid, OS 1984 i Sarajevo och OS 1988 i Calgary tog Sverige brons.
I VM 1981 på hemmaplan tog Sverige silver, men VM 1982 i Finland och VM 1983 i Västtyskland kom de på fjärdeplats. I VM 1985 i Tjeckoslovakien kom de sexa, men VM 1986 i Moskva lyckades de ta silver och i VM 1987 i Österrike tog de guld. I VM 1989 på hemmaplan kom de på fjärde plats.

## Förbundskaptener under 1980-talet
- Bengt "Fisken" Ohlson
- Anders "Ankan" Parmström
- Leif Boork
- Curt "Curre" Lindström
- Tommy Sandlin

## Några av de spelare som spelade i Sveriges herrlandslag under 1980-talet
Pelle Lindbergh, William Löfqvist, Tomas Jonsson, Sture Andersson, Ulf Weinstock, Jan Eriksson, Tommy Samuelsson, Mats Waltin, Thomas Eriksson, Per Lundqvist, Mats Åhlberg, Håkan Eriksson, Mats Näslund, Lennart Norberg, Bengt Lundholm, Leif Holmgren, Bo Berglund, Dan Söderström, Lars Molin, Thomas Åhlén, Per-Erik Eklund, Thom Eklund, Bo Ericson, Peter Gradin, Michael Hjälm, Göran Lindblom, Tommy Mörth, Håkan Nordin, Rolf Ridderwall, Jens Öhling, Thomas Rundqvist, Tomas Sandström, Håkan Södergren, Mats Thelin, Michael Thelvén Peter Andersson, Anders Eldebrink, Lars Ivarsson, Lars Karlsson, Mats Kihlström, Tommy Samuelsson, Mikael Andersson, Bo Berglund, Jonas Bergqvist, Peter Eriksson, Mikael Johansson, Lars-Gunnar Pettersson, Thomas Rundqvist, Ulf Sandström, Thomas Eriksson, Thom Eklund, Peter Åslin, Anders Bergman, Pekka Lindmark, Åke Lilljebjörn, Tommy Albelin, Anders Eldebrink, Lars Karlsson, Mats Kihlström, Robert Nordmark, Magnus Svensson, Mikael Andersson, Anders "Masken" Carlsson, Bengt-Åke Gustafsson, Håkan Loob, Matti Pauna, Peter Sundström, Orvar Stambert,

## 1980
| Datum        | Spelplats    |                 |                 | Resultat | Typ av match         |
| ------------ | ------------ | --------------- | --------------- | -------- | -------------------- |
| 12 februari  | Lake Placid  | USA             | Sverige         | 2 – 2    | OS 1980              |
| 14 februari  | Lake Placid  | Rumänien        | Sverige         | 0 – 8    | OS 1980              |
| 16 februari  | Lake Placid  | Västtyskland    | Sverige         | 2 – 5    | OS 1980              |
| 18 februari  | Lake Placid  | Sverige         | Norge           | 7 – 1    | OS 1980              |
| 20 februari  | Lake Placid  | Sverige         | Tjeckoslovakien | 4 – 2    | OS 1980              |
| 22 februari  | Lake Placid  | Finland         | Sverige         | 3 – 3    | OS 1980              |
| 24 februari  | Lake Placid  | Sverige         | Sovjetunionen   | 2 – 9    | OS 1980              |
| 16 april     | Stockholm    | Sverige         | Kanada          | 5 – 2    | Träningsmatch        |
| 18 april     | Göteborg     | Sverige         | Sovjetunionen   | 2 – 7    | Sweden Cup           |
| 20 april     | Göteborg     | Sverige         | Finland         | 4 – 6    | Sweden Cup           |
| 22 april     | Göteborg     | Sverige         | Kanada          | 6 – 2    | Sweden Cup           |
| 24 april     | Göteborg     | Sverige         | Tjeckoslovakien | 4 – 3    | Sweden Cup           |
| 7 september  | Göteborg     | Sverige         | Sovjetunionen   | 0 – 3    | Träningsmatch        |
| 9 september  | Södertälje   | Sverige         | Sovjetunionen   | 2 – 10   | Träningsmatch        |
| 12 september | Gävle        | Sverige         | Finland         | 3 – 1    | Träningsmatch        |
| 14 september | Örnsköldsvik | Sverige         | Finland         | 2 – 1    | Träningsmatch        |
| 16 december  | Moskva       | Tjeckoslovakien | Sverige         | 3 – 0    | Izvestijaturneringen |
| 18 december  | Moskva       | Finland         | Sverige         | 6 – 3    | Izvestijaturneringen |
| 20 december  | Moskva       | Sovjetunionen   | Sverige         | 2 – 0    | Izvestijaturneringen |
| 21 december  | Moskva       | Sverige         | Finland         | 2 – 8    | Izvestijaturneringen |
| 28 december  | Stockholm    | Sverige         | Västtyskland    | 4 – 0    | Träningsmatch        |
| 29 december  | Västerås     | Sverige         | Västtyskland    | 6 – 2    | Träningsmatch        |

## 1981
| Datum       | Spelplats   |                 |                 | Resultat                                                   | Typ av match         |
| ----------- | ----------- | --------------- | --------------- | ---------------------------------------------------------- | -------------------- |
| 5 februari  | Helsingfors | Finland         | Sverige         | 4 – 1                                                      | Träningsmatch        |
| 6 februari  | Tammerfors  | Finland         | Sverige         | 5 – 1                                                      | Träningsmatch        |
| 28 mars     | Prag        | Tjeckoslovakien | Sverige         | 5 – 2                                                      | Träningsmatch        |
| 30 mars     | Prag        | Tjeckoslovakien | Sverige         | 3 – 1                                                      | Träningsmatch        |
| 2 april     | Stockholm   | Sverige         | Finland         | 4 – 2                                                      | Träningsmatch        |
| 3 april     | Örebro      | Sverige         | Finland         | 2 – 2                                                      | Träningsmatch        |
| 8 april     | Stockholm   | Sverige         | Kanada          | 3 – 2                                                      | Träningsmatch        |
| 12 april    | Göteborg    | Sverige         | Västtyskland    | 4 – 2                                                      | VM 1981              |
| 14 april    | Göteborg    | Sverige         | USA             | 4 – 2                                                      | VM 1981              |
| 15 april    | Göteborg    | Sverige         | Tjeckoslovakien | 3 – 3                                                      | VM 1981              |
| 18 april    | Göteborg    | Sverige         | Sovjetunionen   | 1 – 4                                                      | VM 1981              |
| 20 april    | Göteborg    | Sverige         | Kanada          | 3 – 1                                                      | VM 1981              |
| 22 april    | Göteborg    | Sverige         | Tjeckoslovakien | 4 – 2                                                      | VM 1981              |
| 24 april    | Göteborg    | Sverige         | Sovjetunionen   | 1 – 13                                                     | VM 1981              |
| 26 april    | Göteborg    | Sverige         | Kanada          | 4 – 3                                                      | VM 1981              |
| 12 augusti  | Stockholm   | Sverige         | Sovjetunionen   | 1 – 2                                                      | Träningsmatch        |
| 14 augusti  | Göteborg    | Sverige         | Sovjetunionen   | 1 – 4                                                      | Träningsmatch        |
| 17 augusti  | Göteborg    | Sverige         | Tjeckoslovakien | 5 – 5                                                      | Träningsmatch        |
| 19 augusti  | Stockholm   | Sverige         | Tjeckoslovakien | 7 – 3                                                      | Träningsmatch        |
| 22 augusti  | Kreuzlingen | Schweiz         | Sverige         | 3 – 8                                                      | Träningsmatch        |
| 28 augusti  | Winnipeg    | Kanada          | Sverige         | 10 – 3                                                     | Träningsmatch        |
| 29 augusti  | Edmonton    | Kanada          | Sverige         | 6 – 3 Bröts efter strömavbrott med cirka sex minuter kvar. | Träningsmatch        |
| 1 september | Edmonton    | Sverige         | USA             | 1 – 3                                                      | Canada Cup 1981      |
| 3 september | Winnipeg    | Sovjetunionen   | Sverige         | 6 – 3                                                      | Canada Cup 1981      |
| 5 september | Winnipeg    | Finland         | Sverige         | 0 – 5                                                      | Canada Cup 1981      |
| 7 september | Montréal    | Kanada          | Sverige         | 4 – 3                                                      | Canada Cup 1981      |
| 9 september | Québec      | Sverige         | Tjeckoslovakien | 1 – 7                                                      | Canada Cup 1981      |
| 13 december | Uleåborg    | Finland         | Sverige         | 3 – 3                                                      | Träningsmatch        |
| 14 december | Helsingfors | Finland         | Sverige         | 3 – 3                                                      | Träningsmatch        |
| 16 december | Moskva      | Sverige         | Tjeckoslovakien | 4 – 4                                                      | Izvestijaturneringen |
| 18 december | Moskva      | Sverige         | Finland         | 2 – 6                                                      | Izvestijaturneringen |
| 20 december | Moskva      | Sovjetunionen   | Sverige         | 4 – 2                                                      | Izvestijaturneringen |
| 21 december | Moskva      | Finland         | Sverige         | 2 – 4                                                      | Izvestijaturneringen |
| 27 december | Groningen   | Sverige         | Sovjetunionen   | 3 – 7                                                      | Samson Cup           |
| 28 december | Haag        | Nederländerna   | Sverige         | 0 – 7                                                      | Samson Cup           |

## 1982
| Datum       | Spelplats      |                 |                 | Resultat | Typ av match         |
| ----------- | -------------- | --------------- | --------------- | -------- | -------------------- |
| 3 februari  | Västerås       | Sverige         | Finland         | 7 – 1    | Träningsmatch        |
| 4 februari  | Stockholm      | Sverige         | Finland         | 7 – 1    | Träningsmatch        |
| 2 april     | Prag           | Tjeckoslovakien | Sverige         | 4 – 4    | Träningsmatch        |
| 4 april     | Hradec Kralove | Tjeckoslovakien | Sverige         | 4 – 1    | Träningsmatch        |
| 6 april     | Tammerfors     | Finland         | Sverige         | 3 – 3    | Träningsmatch        |
| 7 april     | Kuopio         | Finland         | Sverige         | 6 – 6    | Träningsmatch        |
| 12 april    | Stockholm      | Sverige         | Kanada          | 3 – 4    | Träningsmatch        |
| 15 april    | Tammerfors     | USA             | Sverige         | 2 – 4    | VM 1982              |
| 16 april    | Tammerfors     | Sovjetunionen   | Sverige         | 7 – 3    | VM 1982              |
| 18 april    | Helsingfors    | Kanada          | Sverige         | 3 – 3    | VM 1982              |
| 19 april    | Helsingfors    | Sverige         | Italien         | 5 – 3    | VM 1982              |
| 21 april    | Helsingfors    | Västtyskland    | Sverige         | 1 – 3    | VM 1982              |
| 22 april    | Helsingfors    | Sverige         | Tjeckoslovakien | 3 – 3    | VM 1982              |
| 24 april    | Helsingfors    | Finland         | Sverige         | 3 – 3    | VM 1982              |
| 25 april    | Helsingfors    | Tjeckoslovakien | Sverige         | 3 – 12   | VM 1982              |
| 27 april    | Helsingfors    | Sverige         | Sovjetunionen   | 0 – 4    | VM 1982              |
| 29 april    | Helsingfors    | Sverige         | Kanada          | 0 – 6    | VM 1982              |
| 8 september | Jyväskylä      | Finland         | Sverige         | 3 – 6    | Träningsmatch        |
| 9 september | Helsingfors    | Finland         | Sverige         | 2 – 5    | Träningsmatch        |
| 12 december | Gävle          | Sverige         | Sovjetunionen   | 2 – 4    | Träningsmatch        |
| 13 december | Stockholm      | Sverige         | Sovjetunionen   | 3 – 3    | Träningsmatch        |
| 16 december | Moskva         | Sverige         | Tjeckoslovakien | 4 – 5    | Izvestijaturneringen |
| 17 december | Moskva         | Västtyskland    | Sverige         | 2 – 7    | Izvestijaturneringen |
| 19 december | Moskva         | Sovjetunionen   | Sverige         | 5 – 4    | Izvestijaturneringen |
| 20 december | Moskva         | Sverige         | Finland         | 3 – 5    | Izvestijaturneringen |

## 1983
| Datum       | Spelplats   |                 |                 | Resultat | Typ av match         |
| ----------- | ----------- | --------------- | --------------- | -------- | -------------------- |
| 14 februari | Malmö       | Sverige         | Tjeckoslovakien | 3 – 8    | Träningsmatch        |
| 15 februari | Göteborg    | Sverige         | Tjeckoslovakien | 3 – 2    | Träningsmatch        |
| 17 februari | Karlstad    | Sverige         | Tjeckoslovakien | 1 – 3    | Träningsmatch        |
| 4 april     | Olomouc     | Tjeckoslovakien | Sverige         | 11 – 2   | Träningsmatch        |
| 5 april     | Brno        | Tjeckoslovakien | Sverige         | 6 – 2    | Träningsmatch        |
| 8 april     | Stockholm   | Sverige         | Finland         | 3 – 1    | Träningsmatch        |
| 12 april    | Stockholm   | Sverige         | Kanada          | 4 – 6    | Träningsmatch        |
| 16 april    | Dortmund    | Västtyskland    | Sverige         | 1 – 5    | VM 1983              |
| 17 april    | Dortmund    | Kanada          | Sverige         | 3 – 2    | VM 1983              |
| 19 april    | Dortmund    | Sverige         | Tjeckoslovakien | 1 – 4    | VM 1983              |
| 20 april    | Dortmund    | Sverige         | Östtyskland     | 5 – 4    | VM 1983              |
| 23 april    | Dortmund    | Italien         | Sverige         | 1 – 5    | VM 1983              |
| 24 april    | Dortmund    | Sverige         | Finland         | 4 – 4    | VM 1983              |
| 26 april    | München     | Sovjetunionen   | Sverige         | 5 – 3    | VM 1983              |
| 28 april    | München     | Sverige         | Sovjetunionen   | 0 – 4    | VM 1983              |
| 30 april    | München     | Sverige         | Kanada          | 1 – 3    | VM 1983              |
| 2 maj       | München     | Tjeckoslovakien | Sverige         | 4 – 1    | VM 1983              |
| 4 september | Leksand     | Sverige         | Kanada          | 3 – 3    | Träningsmatch        |
| 5 september | Timrå       | Sverige         | Kanada          | 3 – 3    | Träningsmatch        |
| 7 september | Umeå        | Sverige         | Kanada          | 7 – 5    | Träningsmatch        |
| 8 september | Luleå       | Sverige         | Kanada          | 6 – 7    | Träningsmatch        |
| 11 december | Stockholm   | Sverige         | Sovjetunionen   | 1 – 5    | Träningsmatch        |
| 12 december | Södertälje  | Sverige         | Sovjetunionen   | 3 – 8    | Träningsmatch        |
| 16 december | Moskva      | Sverige         | Tjeckoslovakien | 1 – 2    | Izvestijaturneringen |
| 17 december | Moskva      | Kanada          | Sverige         | 2 – 3    | Izvestijaturneringen |
| 19 december | Moskva      | Sovjetunionen   | Sverige         | 4 – 1    | Izvestijaturneringen |
| 20 december | Moskva      | Finland         | Sverige         | 1 – 5    | Izvestijaturneringen |
| 28 december | Tammerfors  | Finland         | Sverige         | 1 – 6    | Träningsmatch        |
| 29 december | Helsingfors | Finland         | Sverige         | 5 – 2    | Träningsmatch        |

## 1984
| Datum        | Spelplats   |                 |                 | Resultat | Typ av match         |
| ------------ | ----------- | --------------- | --------------- | -------- | -------------------- |
| 2 februari   | Zlín        | Tjeckoslovakien | Sverige         | 6 – 4    | Träningsmatch        |
| 3 februari   | Trencin     | Tjeckoslovakien | Sverige         | 8 – 0    | Träningsmatch        |
| 7 februari   | Sarajevo    | Sverige         | Italien         | 11 – 3   | OS 1984              |
| 9 februari   | Sarajevo    | Jugoslavien     | Sverige         | 0 – 11   | OS 1984              |
| 11 februari  | Sarajevo    | Sverige         | Västtyskland    | 1 – 1    | OS 1984              |
| 13 februari  | Sarajevo    | Polen           | Sverige         | 1 – 10   | OS 1984              |
| 15 februari  | Sarajevo    | Sovjetunionen   | Sverige         | 10 – 1   | OS 1984              |
| 17 februari  | Sarajevo    | Sverige         | Tjeckoslovakien | 0 – 2    | OS 1984              |
| 19 februari  | Sarajevo    | Kanada          | Sverige         | 0 – 2    | OS 1984              |
| 9 april      | Karlstad    | Sverige         | Tjeckoslovakien | 2 – 3    | Sweden Cup           |
| 10 april     | Göteborg    | Sverige         | Sovjetunionen   | 1 – 10   | Sweden Cup           |
| 12 april     | Göteborg    | Sverige         | Finland         | 5 – 5    | Sweden Cup           |
| 13 april     | Karlstad    | Sverige         | Sovjetunionen   | 3 – 7    | Träningsmatch        |
| 16 augusti   | Stockholm   | Sverige         | Tjeckoslovakien | 3 – 0    | Träningsmatch        |
| 17 augusti   | Gävle       | Sverige         | Tjeckoslovakien | 6 – 2    | Träningsmatch        |
| 19 augusti   | Stockholm   | Sverige         | Sovjetunionen   | 1 – 4    | Träningsmatch        |
| 21 augusti   | Göteborg    | Sverige         | Sovjetunionen   | 3 – 7    | Träningsmatch        |
| 26 augusti   | Kouvola     | Finland         | Sverige         | 5 – 3    | Träningsmatch        |
| 27 augusti   | Heinola     | Finland         | Sverige         | 6 – 3    | Träningsmatch        |
| 27 augusti   | Bloomington | USA             | Sverige         | 9 – 7    | Träningsmatch        |
| 29 augusti   | London      | Sverige         | Västtyskland    | 8 – 0    | Träningsmatch        |
| 1 september  | Halifax     | USA             | Sverige         | 7 – 1    | Canada Cup 1984      |
| 3 september  | Calgary     | Sverige         | Sovjetunionen   | 2 – 3    | Canada Cup 1984      |
| 6 september  | Vancouver   | Kanada          | Sverige         | 2 – 4    | Canada Cup 1984      |
| 8 september  | Calgary     | Västtyskland    | Sverige         | 2 – 4    | Canada Cup 1984      |
| 10 september | Vancouver   | Tjeckoslovakien | Sverige         | 2 – 4    | Canada Cup 1984      |
| 12 september | Edmonton    | Sverige         | USA             | 9 – 2    | Sf Canada Cup 1984   |
| 16 september | Calgary     | Kanada          | Sverige         | 5 – 2    | F Canada Cup 1984    |
| 18 september | Edmonton    | Kanada          | Sverige         | 6 – 5    | F Canada Cup 1984    |
| 11 december  | Oslo        | Norge           | Sverige         | 2 – 11   | Träningsmatch        |
| 13 december  | Uleåborg    | Finland         | Sverige         | 6 – 1    | Träningsmatch        |
| 14 december  | Helsingfors | Finland         | Sverige         | 6 – 3    | Träningsmatch        |
| 16 december  | Moskva      | Sverige         | Tjeckoslovakien | 1 – 3    | Izvestijaturneringen |
| 17 december  | Moskva      | Västtyskland    | Sverige         | 1 – 2    | Izvestijaturneringen |
| 19 december  | Moskva      | Sovjetunionen   | Sverige         | 10 – 0   | Izvestijaturneringen |
| 20 december  | Moskva      | Sverige         | Finland         | 5 – 3    | Izvestijaturneringen |

## 1985
| Datum       | Spelplats   |                 |                 | Resultat | Typ av match         |
| ----------- | ----------- | --------------- | --------------- | -------- | -------------------- |
| 1 april     | Frankfurt   | Västtyskland    | Sverige         | 4 – 5    | Träningsmatch        |
| 3 april     | Västberlin  | Västtyskland    | Sverige         | 2 – 5    | Träningsmatch        |
| 5 april     | Prag        | Tjeckoslovakien | Sverige         | 4 – 2    | Träningsmatch        |
| 6 april     | Pardubice   | Tjeckoslovakien | Sverige         | 2 – 4    | Träningsmatch        |
| 12 april    | Malmö       | Sverige         | Kanada          | 1 – 5    | Träningsmatch        |
| 17 april    | Prag        | Västtyskland    | Sverige         | 2 – 3    | VM 1985              |
| 18 april    | Prag        | Sverige         | USA             | 3 – 4    | VM 1985              |
| 20 april    | Prag        | Finland         | Sverige         | 5 – 0    | VM 1985              |
| 21 april    | Prag        | Sverige         | Östtyskland     | 11 – 0   | VM 1985              |
| 23 april    | Prag        | Sovjetunionen   | Sverige         | 6 – 2    | VM 1985              |
| 25 april    | Prag        | Tjeckoslovakien | Sverige         | 7 – 2    | VM 1985              |
| 27 april    | Prag        | Sverige         | Kanada          | 3 – 6    | VM 1985              |
| 28 april    | Prag        | Sverige         | Västtyskland    | 5 – 2    | VM 1985              |
| 30 april    | Prag        | Östtyskland     | Sverige         | 2 – 7    | VM 1985              |
| 2 maj       | Prag        | Sverige         | Finland         | 1 – 6    | VM 1985              |
| 27 augusti  | Stockholm   | Sverige         | Tjeckoslovakien | 3 – 6    | Träningsmatch        |
| 29 augusti  | Västerås    | Sverige         | Tjeckoslovakien | 2 – 3    | Träningsmatch        |
| 1 september | Uleåborg    | Finland         | Sverige         | 5 – 0    | Träningsmatch        |
| 2 september | Helsingfors | Finland         | Sverige         | 6 – 1    | Träningsmatch        |
| 13 december | Weisswasser | Östtyskland     | Sverige         | 2 – 4    | Träningsmatch        |
| 14 december | Östberlin   | Östtyskland     | Sverige         | 1 – 2    | Träningsmatch        |
| 16 december | Moskva      | Sverige         | Tjeckoslovakien | 3 – 3    | Izvestijaturneringen |
| 17 december | Moskva      | Sverige         | Kanada          | 6 – 1    | Izvestijaturneringen |
| 19 december | Moskva      | Sovjetunionen   | Sverige         | 10 – 1   | Izvestijaturneringen |
| 20 december | Moskva      | Finland         | Sverige         | 1 – 3    | Izvestijaturneringen |

## 1986
| Datum       | Spelplats |                 |                 | Resultat | Typ av match         |
| ----------- | --------- | --------------- | --------------- | -------- | -------------------- |
| 9 februari  | Stockholm | Sverige         | Sovjetunionen   | 1 – 2    | Träningsmatch        |
| 10 februari | Karlskoga | Sverige         | Sovjetunionen   | 4 – 7    | Träningsmatch        |
| 12 februari | Göteborg  | Sverige         | Sovjetunionen   | 2 – 10   | Träningsmatch        |
| 1 april     | Plzen     | Tjeckoslovakien | Sverige         | 1 – 1    | Träningsmatch        |
| 3 april     | Teplice   | Tjeckoslovakien | Sverige         | 4 – 3    | Träningsmatch        |
| 9 april     | Stockholm | Sverige         | Kanada          | 4 – 4    | Träningsmatch        |
| 12 april    | Moskva    | Sovjetunionen   | Sverige         | 4 – 2    | VM 1986              |
| 13 april    | Moskva    | Kanada          | Sverige         | 1 – 4    | VM 1986              |
| 15 april    | Moskva    | Sverige         | Tjeckoslovakien | 3 – 2    | VM 1986              |
| 16 april    | Moskva    | USA             | Sverige         | 2 – 5    | VM 1986              |
| 18 april    | Moskva    | Västtyskland    | Sverige         | 2 – 4    | VM 1986              |
| 19 april    | Moskva    | Sverige         | Polen           | 12 – 3   | VM 1986              |
| 21 april    | Moskva    | Finland         | Sverige         | 4 – 4    | VM 1986              |
| 24 april    | Moskva    | Sverige         | Finland         | 4 – 4    | VM 1986              |
| 26 april    | Moskva    | Sverige         | Kanada          | 6 – 5    | VM 1986              |
| 28 april    | Moskva    | Sovjetunionen   | Sverige         | 3 – 2    | VM 1986              |
| 26 augusti  | Oslo      | Norge           | Sverige         | 1 – 9    | Träningsmatch        |
| 27 augusti  | Oslo      | Norge           | Sverige         | 3 – 6    | Träningsmatch        |
| 30 augusti  | Sierre    | Schweiz         | Sverige         | 3 – 7    | Träningsmatch        |
| 31 augusti  | Ambri     | Schweiz         | Sverige         | 2 – 4    | Träningsmatch        |
| 3 september | Jihlava   | Tjeckoslovakien | Sverige         | 6 – 3    | Träningsmatch        |
| 4 september | Kladno    | Tjeckoslovakien | Sverige         | 4 – 1    | Träningsmatch        |
| 5 november  | Tyringe   | Sverige         | Finland         | 4 – 2    | Träningsmatch        |
| 6 november  | Stockholm | Sverige         | Finland         | 6 – 4    | Träningsmatch        |
| 14 december | Uleåborg  | Finland         | Sverige         | 4 – 5    | Träningsmatch        |
| 16 december | Moskva    | Sverige         | Tjeckoslovakien | 2 – 1    | Izvestijaturneringen |
| 17 december | Moskva    | Kanada          | Sverige         | 6 – 4    | Izvestijaturneringen |
| 19 december | Moskva    | Sovjetunionen   | Sverige         | 6 – 0    | Izvestijaturneringen |
| 20 december | Moskva    | Sverige         | Finland         | 2 – 0    | Izvestijaturneringen |

## 1987
| Datum       | Spelplats    |                 |                 | Resultat | Typ av match         |
| ----------- | ------------ | --------------- | --------------- | -------- | -------------------- |
| 9 februari  | Helsingfors  | Finland         | Sverige         | 3 – 0    | Träningsmatch        |
| 10 februari | Åbo          | Finland         | Sverige         | 3 – 4    | Träningsmatch        |
| 27 mars     | Göteborg     | Sverige         | Tjeckoslovakien | 3 – 5    | Träningsmatch        |
| 29 mars     | Stockholm    | Sverige         | Tjeckoslovakien | 3 – 2    | Träningsmatch        |
| 6 april     | Norrköping   | Sverige         | Sovjetunionen   | 4 – 4    | Träningsmatch        |
| 7 april     | Stockholm    | Sverige         | Sovjetunionen   | 2 – 1    | Träningsmatch        |
| 11 april    | Rosenheim    | Västtyskland    | Sverige         | 4 – 6    | Träningsmatch        |
| 12 april    | München      | Västtyskland    | Sverige         | 2 – 4    | Träningsmatch        |
| 17 april    | Wien         | Sverige         | Västtyskland    | 3 – 0    | VM 1987              |
| 18 april    | Wien         | Sverige         | USA             | 6 – 2    | VM 1987              |
| 20 april    | Wien         | Tjeckoslovakien | Sverige         | 3 – 2    | VM 1987              |
| 21 april    | Wien         | Sverige         | Schweiz         | 12 – 1   | VM 1987              |
| 23 april    | Wien         | Kanada          | Sverige         | 3 – 4    | VM 1987              |
| 24 april    | Wien         | Finland         | Sverige         | 4 – 1    | VM 1987              |
| 26 april    | Wien         | Sverige         | Sovjetunionen   | 2 – 4    | VM 1987              |
| 29 april    | Wien         | Sverige         | Tjeckoslovakien | 3 – 3    | VM 1987              |
| 1 maj       | Wien         | Sovjetunionen   | Sverige         | 2 – 2    | VM 1987              |
| 3 maj       | Wien         | Sverige         | Kanada          | 9 – 0    | VM 1987              |
| 7 augusti   | Stockholm    | Sverige         | Sovjetunionen   | 2 – 5    | Träningsmatch        |
| 9 augusti   | Örebro       | Sverige         | Sovjetunionen   | 3 – 7    | Träningsmatch        |
| 11 augusti  | Göteborg     | Sverige         | Tjeckoslovakien | 2 – 5    | Träningsmatch        |
| 13 augusti  | Stockholm    | Sverige         | Tjeckoslovakien | 2 – 5    | Träningsmatch        |
| 18 augusti  | Åbo          | Finland         | Sverige         | 3 – 6    | Träningsmatch        |
| 19 augusti  | Tammerfors   | Finland         | Sverige         | 0 – 2    | Träningsmatch        |
| 24 augusti  | Calgary      | Kanada          | Sverige         | 5 – 5    | Träningsmatch        |
| 26 augusti  | Medicine Hat | Kanada          | Sverige         | 4 – 5    | Träningsmatch        |
| 29 augusti  | Calgary      | Sovjetunionen   | Sverige         | 3 – 5    | Canada Cup 1987      |
| 31 augusti  | Hamilton     | USA             | Sverige         | 5 – 2    | Canada Cup 1987      |
| 2 september | Regina       | Sverige         | Tjeckoslovakien | 4 – 0    | Canada Cup 1987      |
| 4 september | Montreal     | Kanada          | Sverige         | 5 – 3    | Canada Cup 1987      |
| 6 september | Sydney       | Sverige         | Finland         | 3 – 1    | Canada Cup 1987      |
| 8 september | Hamilton     | Sverige         | Sovjetunionen   | 2 – 4    | Sf Canada Cup 1987   |
| 13 december | Västerås     | Sverige         | Finland         | 2 – 3    | Träningsmatch        |
| 14 december | Stockholm    | Sverige         | Finland         | 3 – 4    | Träningsmatch        |
| 16 december | Moskva       | Sverige         | Kanada          | 2 – 3    | Izvestijaturneringen |
| 17 december | Moskva       | Västtyskland    | Sverige         | 2 – 3    | Izvestijaturneringen |
| 19 december | Moskva       | Sverige         | Tjeckoslovakien | 2 – 1    | Izvestijaturneringen |
| 20 december | Moskva       | Finland         | Sverige         | 2 – 2    | Izvestijaturneringen |
| 22 december | Moskva       | Sovjetunionen   | Sverige         | 4 – 1    | Izvestijaturneringen |

## 1988
| Datum       | Spelplats              |                 |                 | Resultat | Typ av match         |
| ----------- | ---------------------- | --------------- | --------------- | -------- | -------------------- |
| 1 februari  | Plzen                  | Tjeckoslovakien | Sverige         | 5 – 2    | Träningsmatch        |
| 3 februari  | Pribram                | Tjeckoslovakien | Sverige         | 0 – 2    | Träningsmatch        |
| 6 februari  | Colorado Springs       | USA             | Sverige         | 9 – 7    | Träningsmatch        |
| 8 februari  | Denver                 | USA             | Sverige         | 2 – 3    | Träningsmatch        |
| 11 februari | Saskatoon              | Kanada          | Sverige         | 2 – 2    | Träningsmatch        |
| 14 februari | Calgary                | Frankrike       | Sverige         | 2 – 13   | OS 1988              |
| 16 februari | Calgary                | Polen           | Sverige         | 1 – 1    | OS 1988              |
| 18 februari | Calgary                | Schweiz         | Sverige         | 2 – 4    | OS 1988              |
| 20 februari | Calgary                | Sverige         | Finland         | 3 – 3    | OS 1988              |
| 22 februari | Calgary                | Kanada          | Sverige         | 2 – 2    | OS 1988              |
| 24 februari | Calgary                | Sverige         | Tjeckoslovakien | 6 – 2    | OS 1988              |
| 26 februari | Calgary                | Sverige         | Sovjetunionen   | 1 – 7    | OS 1988              |
| 28 februari | Calgary                | Västtyskland    | Sverige         | 2 – 3    | OS 1988              |
| 2 september | Garmisch-Partenkirchen | Västtyskland    | Sverige         | 4 – 3    | Träningsmatch        |
| 4 september | Dortmund               | Västtyskland    | Sverige         | 1 – 4    | Träningsmatch        |
| 7 september | Prag                   | Tjeckoslovakien | Sverige         | 10 – 1   | Träningsmatch        |
| 9 september | Hradec Kralove         | Tjeckoslovakien | Sverige         | 2 – 0    | Träningsmatch        |
| 12 november | Bern                   | Schweiz         | Sverige         | 0 – 3    | Träningsmatch        |
| 13 november | Bern                   | Schweiz         | Sverige         | 2 – 2    | Träningsmatch        |
| 13 december | Uppsala                | Sverige         | Västtyskland    | 5 – 1    | Träningsmatch        |
| 14 december | Stockholm              | Sverige         | Västtyskland    | 3 – 5    | Träningsmatch        |
| 17 december | Moskva                 | Kanada          | Sverige         | 1 – 4    | Izvestijaturneringen |
| 18 december | Moskva                 | Sverige         | Tjeckoslovakien | 2 – 0    | Izvestijaturneringen |
| 20 december | Moskva                 | Sovjetunionen   | Sverige         | 3 – 0    | Izvestijaturneringen |
| 21 december | Moskva                 | Finland         | Sverige         | 3 – 4    | Izvestijaturneringen |

## 1989
| Datum       | Spelplats              |                 |                 | Resultat | Typ av match         |
| ----------- | ---------------------- | --------------- | --------------- | -------- | -------------------- |
| 5 februari  | Stockholm              | Sverige         | Sovjetunionen   | 4 – 5    | Träningsmatch        |
| 7 februari  | Göteborg               | Sverige         | Sovjetunionen   | 3 – 4    | Träningsmatch        |
| 15 mars     | Lillehammer            | Norge           | Sverige         | 2 – 2    | Träningsmatch        |
| 16 mars     | Oslo                   | Norge           | Sverige         | 2 – 3    | Träningsmatch        |
| 23 mars     | Skövde                 | Sverige         | Schweiz         | 5 – 4    | Träningsmatch        |
| 27 mars     | Stockholm              | Sverige         | Tjeckoslovakien | 2 – 2    | Träningsmatch        |
| 29 mars     | Stockholm              | Sverige         | Tjeckoslovakien | 2 – 5    | Träningsmatch        |
| 5 april     | Gävle                  | Sverige         | Finland         | 3 – 2    | Träningsmatch        |
| 7 april     | Sundsvall              | Sverige         | Finland         | 5 – 1    | Träningsmatch        |
| 11 april    | Södertälje             | Sverige         | Kanada          | 3 – 6    | Träningsmatch        |
| 15 april    | Stockholm              | Sverige         | Polen           | 5 – 1    | VM 1989              |
| 16 april    | Stockholm              | Sverige         | USA             | 4 – 2    | VM 1989              |
| 18 april    | Stockholm              | Sverige         | Västtyskland    | 3 – 3    | VM 1989              |
| 19 april    | Stockholm              | Sverige         | Finland         | 6 – 3    | VM 1989              |
| 21 april    | Stockholm              | Sverige         | Kanada          | 6 – 5    | VM 1989              |
| 22 april    | Stockholm              | Sverige         | Tjeckoslovakien | 3 – 3    | VM 1989              |
| 24 april    | Stockholm              | Sverige         | Sovjetunionen   | 2 – 3    | VM 1989              |
| 27 april    | Stockholm              | Sverige         | Kanada          | 3 – 5    | VM 1989              |
| 29 april    | Stockholm              | Sverige         | Tjeckoslovakien | 1 – 2    | VM 1989              |
| 1 maj       | Stockholm              | Sverige         | Sovjetunionen   | 1 – 5    | VM 1989              |
| 4 september | Garmisch-Partenkirchen | Västtyskland    | Sverige         | 3 – 3    | Träningsmatch        |
| 5 september | München                | Västtyskland    | Sverige         | 2 – 1    | Träningsmatch        |
| 5 september | Norrköping             | Sverige         | Finland         | 3 – 1    | Träningsmatch        |
| 5 september | Stockholm              | Sverige         | Finland         | 4 – 3    | Träningsmatch        |
| 12 november | Helsingfors            | Finland         | Sverige         | 3 – 4    | Träningsmatch        |
| 13 november | Tammerfors             | Finland         | Sverige         | 1 – 1    | Träningsmatch        |
| 12 december | Göteborg               | Sverige         | Västtyskland    | 5 – 1    | Träningsmatch        |
| 13 december | Södertälje             | Sverige         | Västtyskland    | 6 – 1    | Träningsmatch        |
| 16 december | Moskva                 | Sverige         | Kanada          | 2 – 3    | Izvestijaturneringen |
| 17 december | Moskva                 | Tjeckoslovakien | Sverige         | 0 – 0    | Izvestijaturneringen |
| 19 december | Moskva                 | Sovjetunionen   | Sverige         | 6 – 1    | Izvestijaturneringen |
| 20 december | Moskva                 | Västtyskland    | Sverige         | 3 – 2    | Izvestijaturneringen |
| 22 december | Moskva                 | Sverige         | Finland         | 1 – 5    | Izvestijaturneringen |

### Fotnoter
1. ↑   Sporten i dag 1981-1982. Semic. Läst 19 juni 2025